# Песинето
Песинето (итал. Pessinetto) је насеље у Италији у округу Торино, региону Пијемонт.
Према процени из 2011. у насељу је живело 456 становника. Насеље се налази на надморској висини од 610 м.

## Становништво
Према резултатима пописа становништва 2011. у општини је живело 607 становника.
| 1931. | 1936. | 1951. | 1961. | 1971. | 1981. | 1991. | 2001. | 2011. |
| ----- | ----- | ----- | ----- | ----- | ----- | ----- | ----- | ----- |
| 904   | 1.158 | 989   | 812   | 757   | 743   | 667   | 607   | 607   |